# Kohei Inoue
Kohei Inoue (井上 公平 Inoue Kohei?), född 5 oktober 1978 i Osaka prefektur, är en japansk före detta fotbollsspelare.
Inoue började sin karriär 1997 i JEF United Ichihara. 2000 flyttade han till Albirex Niigata. Efter Albirex Niigata spelade han för Sagawa Express Tokyo. Han avslutade karriären 2006.